# Blutoper
Blutoper ist ein Kriminalhörspiel aus der Reihe des Radio-Tatorts. Die Textvorlage stammt von Christine Lehmann und Alfred Marquardt. Lehmann greift hier nach längerer Zeit das von Friedrich Ani, Uta-Maria Heim und Hugo Rendler fortgeführte sowie von ihr selbst für den Südwestrundfunk entwickelte Stuttgarter Ermittlerduo Kriminalhauptkommissarin Nina Brändle und
Kriminaloberrat Xaver Finkbeiner wieder auf. Blutoper wurde zum ersten Mal am 11. Mai 2011 ausgestrahlt. Ein Pre-Listening des Hörspiels fand im Rahmen der Schwetzinger SWR Festspiele bereits am 30. April 2011 statt. Neben den Hauptdarstellern traten mit Stephanie Kellner, Franziska Beyer, Bodo Primus und Jens Wawrczeck weitere namhafter Sprecher beziehungsweise Schauspieler auf.
Der vorliegende 41. Fall der Gesamtreihe und siebte Fall des Stuttgarter Tatorts dreht sich in erster Linie um eine Bluttat im Umfeld der Schwetzinger SWR Festspiele und der Uraufführung der „Blutoper“.

## Inhalt
Der siebte Fall des Landeskriminalamts Baden-Württemberg in Stuttgart führt den stoischen und schweigsamen Südbadener Kriminaloberrat Xaver Finkbeiner als Profiler der Abteilung 8, „Operative Fallanalyse“ und seine Kollegin, die wortreiche und raubeinige Schwäbin, Kriminalhauptkommissarin Nina Brändle, diesmal bereits im Vorfeld der eigentlichen Tat in den Rhein-Neckar-Kreis zu den Schwetzinger SWR Festspielen, wo die Uraufführung der „Blutoper“ geplant ist. Da der Star der Inszenierung, die kapriziöse Sopranistin Sara Bellamonte, anonyme Morddrohungen von jemandem erhalten hat, der behauptete, er sei der Geist des Friedhofsgärtners, werden Finkbeiner und Brändle als verdeckte Ermittler in Gang gesetzt, um ein Täterprofil zu erstellen und die Tat zu verhindern. Ausgerechnet für Finkbeiner eine Aufgabe, deren Umfeld ihn zunehmend ablenkt, ist er doch ein großer Fan der Oper und Bewunderer der Diva Bellamonte. Brändle hingegen, für die die Festspiele eher einem intriganten Kasperletheater gleichen, behält zynisch und kritisch den Blick für das Detail wie das Ganze.
Während der Pressekonferenz bei den Schwetzinger SWR Festspielen in Schloss Schwetzingen stellt man den eingefundenen Journalisten die namensgebende, zeitgenössische Oper von Johann Wolfgang Habgold vor. Diese handelt von einem Gruselensemble, das allnächtlich der Gruft entsteigt. Das Libretto stammt von Nikolaus Bellamonte-Schmid. Dabei konnte der Mannheimer Wurstproduzent Wendelin Krieg als neuer Hauptsponsor für die Festspiele verpflichtet werden. „Rein zufällig“ hat man seine Tochter Fleur als Zweitbesetzung für die Hauptrolle besetzt.
Bereits im Verlauf der Pressekonferenz erhält Sara Bellamonte einen Telefonanruf, verlässt augenblicklich das Geschehen in den Zirkelsälen und wird von nun an vermisst. Da möchte man den verliebten Stalker, den Zweitbesetzung Fleur ihrerseits am Handy abwimmeln muss, fast vergessen.
Hat etwa der Unternehmer oder seine Tochter etwas mit dem Verschwinden der Operndiva zu tun, damit Fleur sich noch mehr als die ohnehin schon gekränkte Starsopranistin in den Vordergrund spielen kann? Und welche Rolle spielt der sichtlich verwirrte Bühnenarbeiter Jaromir in diesem Fall?

## Hintergrund

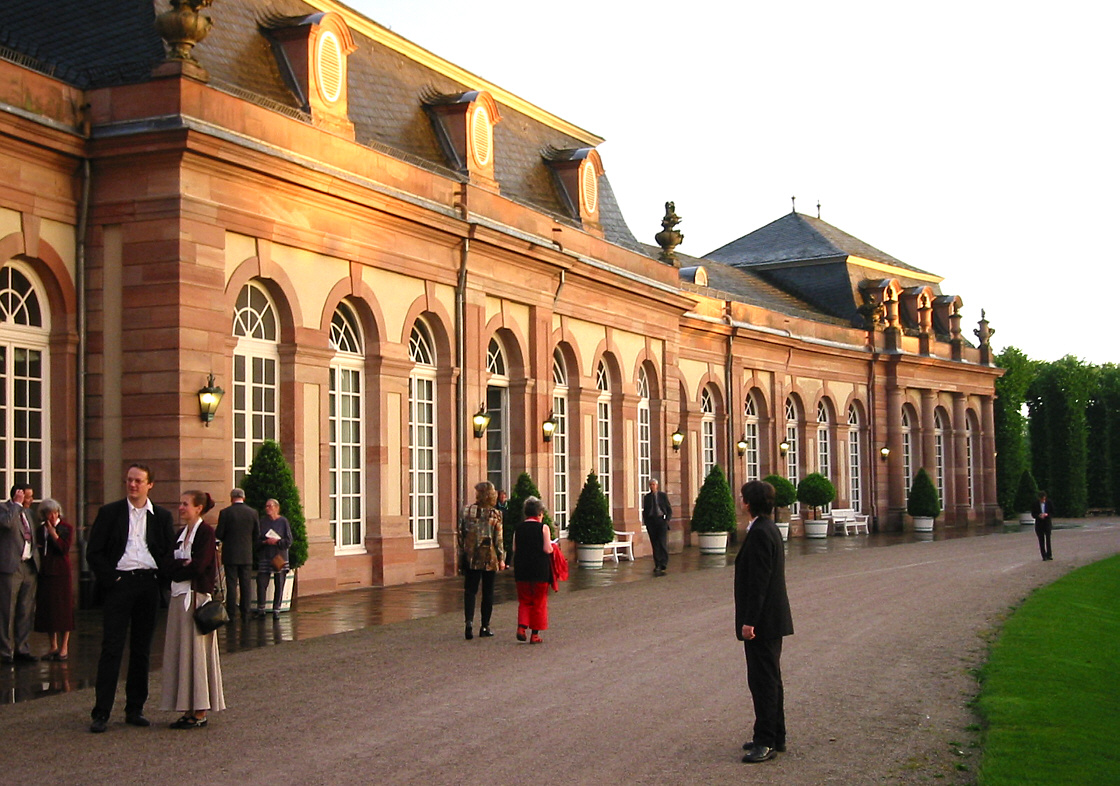
Der linke Zirkelbau bei den Festspielen 2002

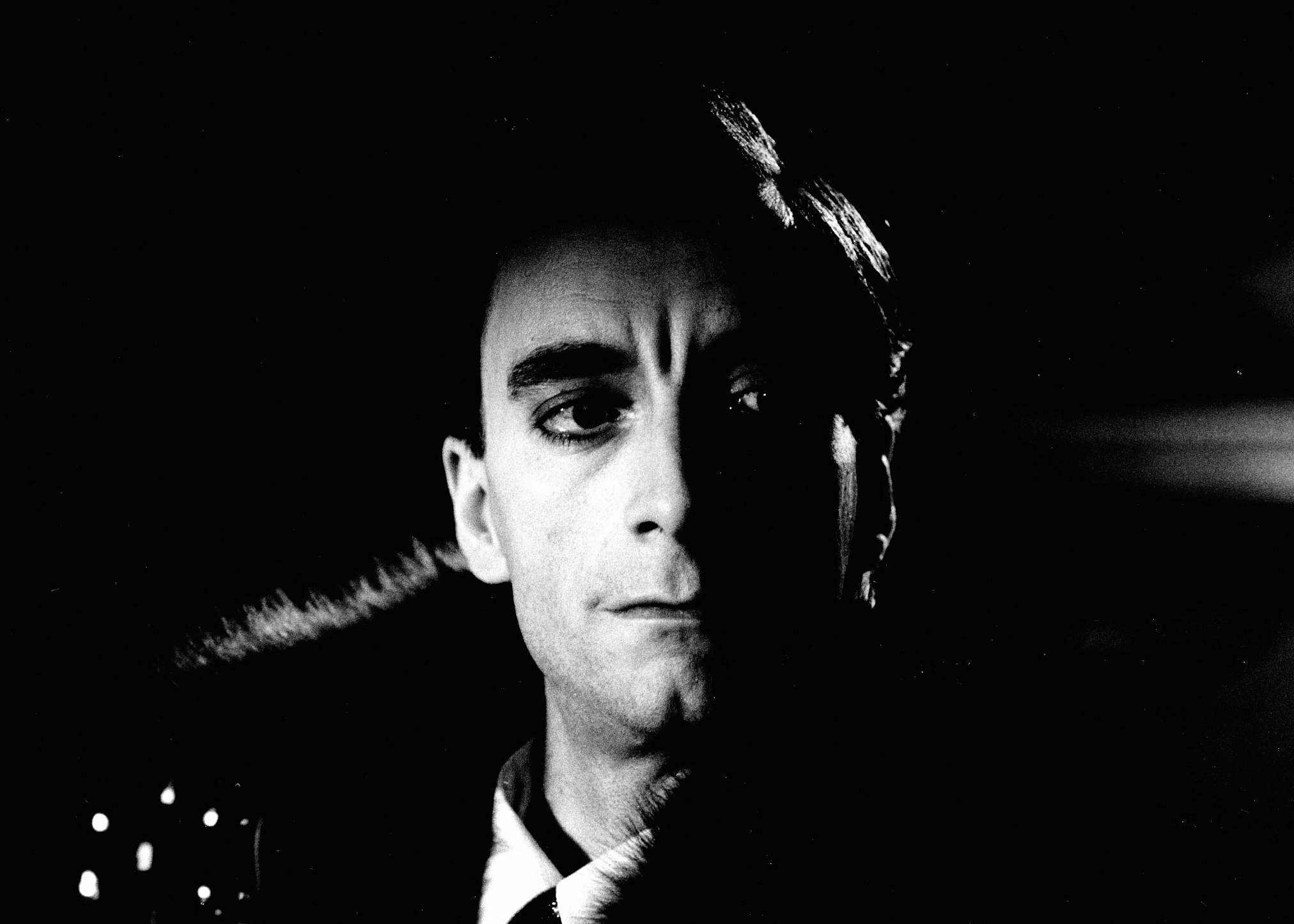
Ueli Jäggi, Sprecher des Kriminaloberrats Finkbeiner

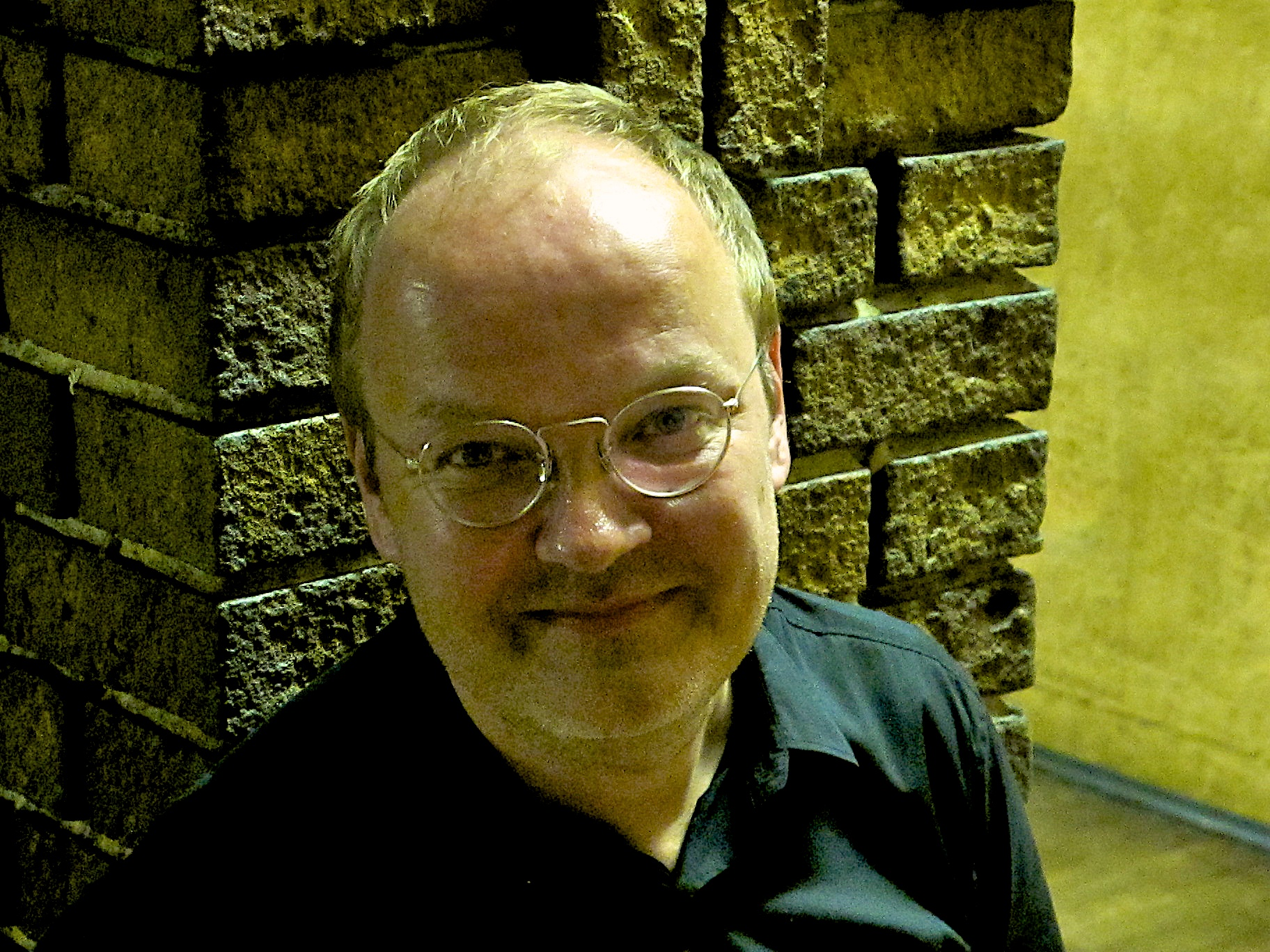
Jens Wawrczeck, Sprecher des Jaromir

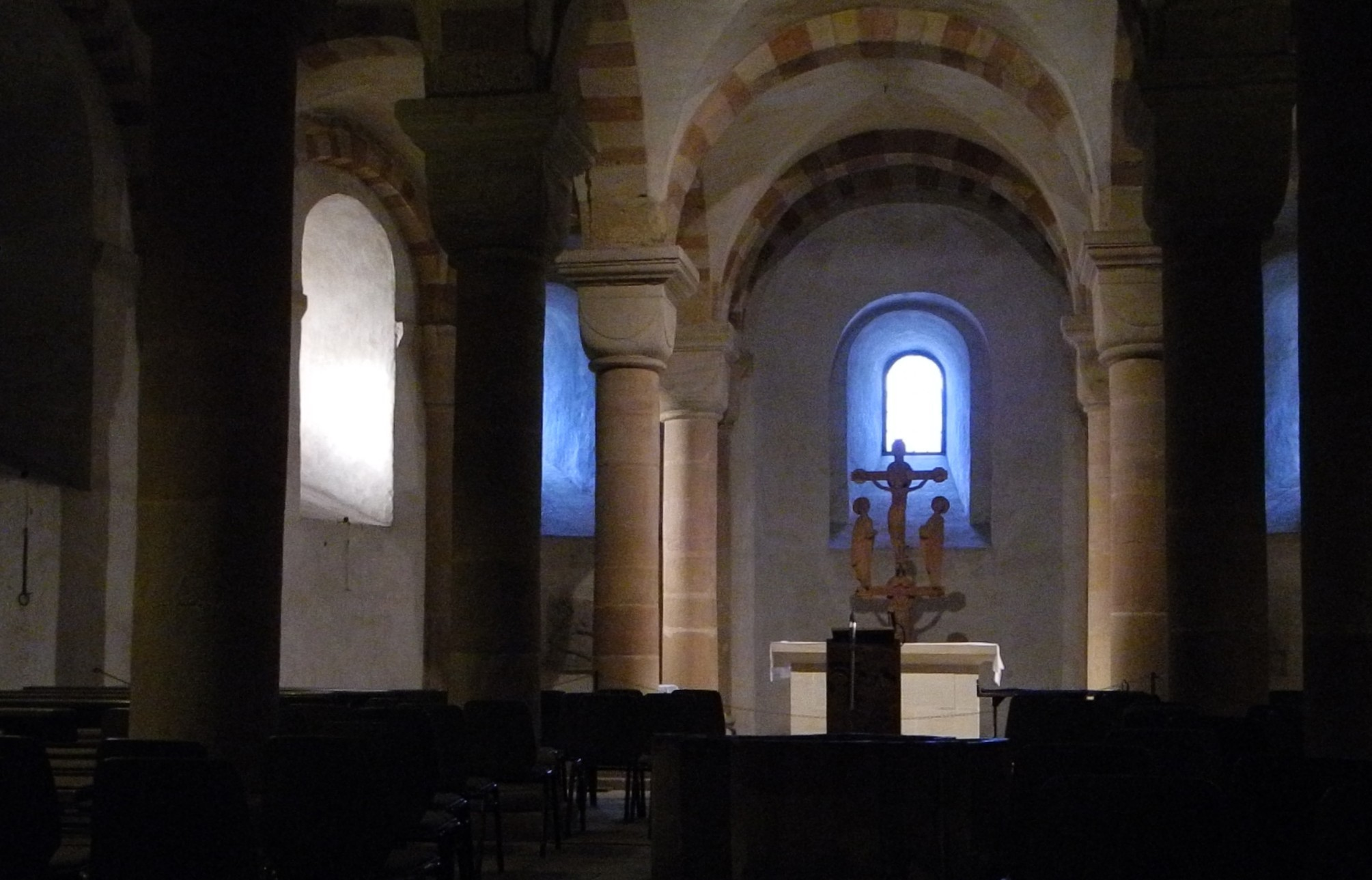
Krypta des Speyerer Doms

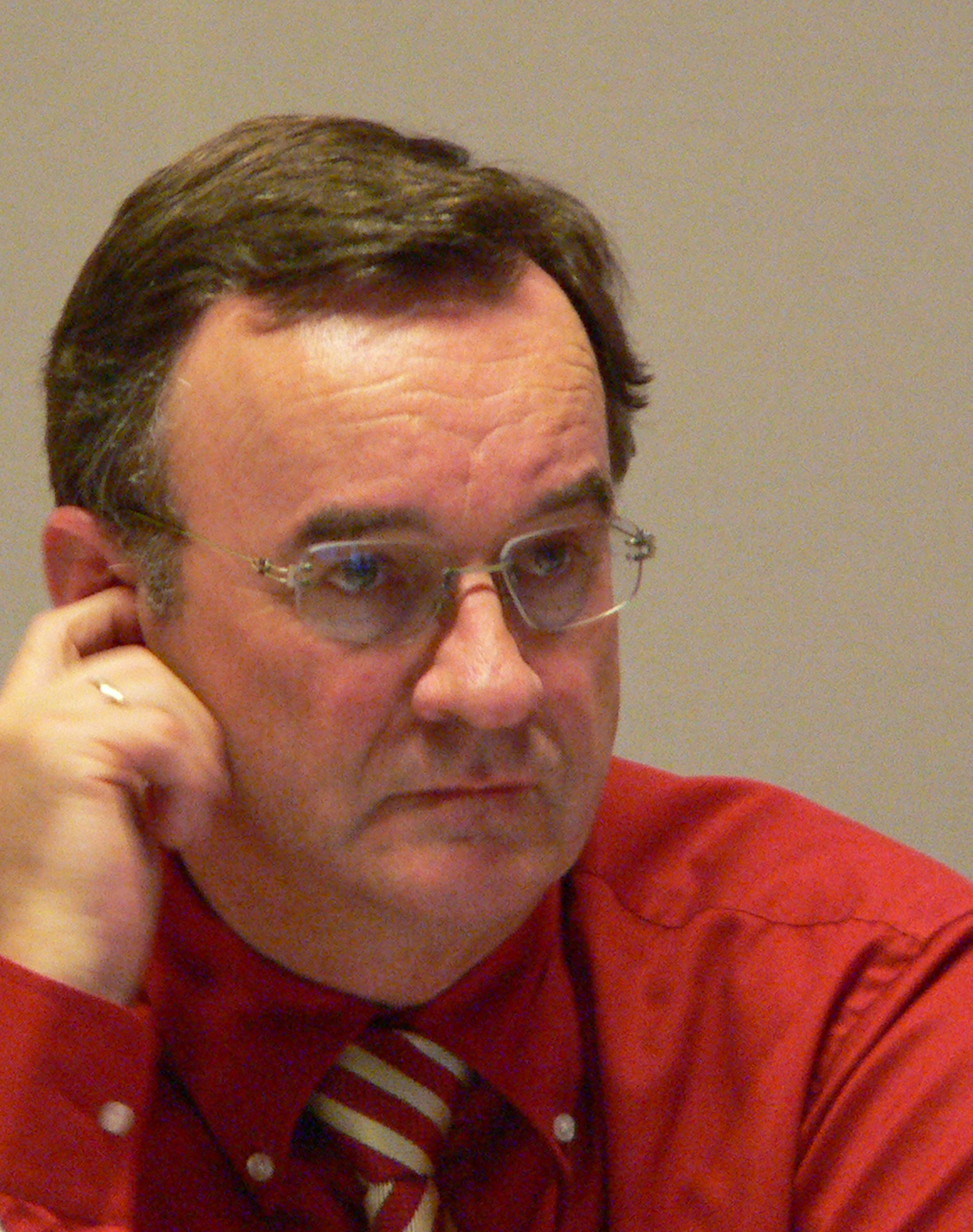
Bernhard Hermann, SWR-Hörfunkdirektor und Festspielleiter

Etwaige Ähnlichkeiten mit der Oper Bluthaus von Georg Friedrich Haas und Händl Klaus, die man bei den Schwetzinger Festspielen am 29. April 2011 tatsächlich uraufführte, schienen beabsichtigt. So ist der SWR ständiger Ausrichter der Festspiele und der Hörfunkdirektor des SWR und Gesamtspielleiter der Schwetzinger Festspiele, Bernhard Hermann, spielt sich in einer kleinen Gastrolle selbst. Darüber hinaus weisen Bluthaus und die hier zitierte Opernhandlung musikalisch stilistische Übereinstimmungen wie zum Beispiel die singenden Erzählstimmen des Vokalensembles Stuttgart auf.
Nach den ersten beiden Radio-Tatorten aus Stuttgart, Himmelreich und Höllental und Mordlauf, die beide aus der Feder von Christine Lehmann stammten, und dem dritten Fall, Falsches Herz von Friedrich Ani und Uta-Maria Heim, die die Textvorlage gestaltet hat, hatte Hugo Rendler Finkbeiners Geburtstag gestaltet.
Für die Musik zeichnete erstmals Peter Kaizar verantwortlich, der hier den Stab von Ulrich Bassenge und Arndt Wirth übernahm. Schriftstellerin und Dramaturgin Uta-Maria Heim zur Besetzung: „Der eine ein maulfauler Schwarzwälder, die andere eine geschwätzige Städterin: Das geht gar nicht gut. Xaver Finkbeiner und Nina Brändle sind wie Feuer und Wasser. Oder umgekehrt, wie der Name Brändle schon sagt. Mit Ueli Jäggi und Karoline Eichhorn haben wir die ideale Besetzung gefunden. Der Finkbeiner wurde direkt auf Jäggi hin konzipiert und ich bin heilfroh, dass wir ihn für die Reihe gewinnen konnten. Und Karoline Eichhorn ist ein wunderbares Pendant.“
War Nina Brändle in den ersten beiden Episoden durch einen vier Jahre zuvor erlittenen schweren Motorradunfall noch deutlich in ihrer Beweglichkeit eingeschränkt und musste sowohl auf Gehhilfen als auch auf einen behindertengerechten Wagen zurückgreifen, so hat sich dies in den späteren Folgen entscheidend geändert. War sie bereits damals schon zum Erschrecken ihres Chefs Finkbeiner, der am liebsten im Außendienst auf sich allein gestellt seiner rein intuitiven Art nachgehen mochte, erstaunlich mobil und liebte es, ihren Chef nach vorne zu drängen, so ist nun auch ihre körperliche Beweglichkeit nahezu wiederhergestellt. So fährt sie inzwischen wieder eine kleinere Ducati und betreibt auch wieder Kampfsport.

## Rezensionen
- „Blutoper kommt mit viel Humor und Augenzwinkern daher, was einen interessanten Kontrast zum doch eher ernsten Krimiplot bildet. Die Kluft ist allerdings recht groß, so dass die Glaubwürdigkeit der Geschichte ein wenig auf der Strecke bleibt. Man gibt sich alle Mühe, das Hörspiel originell und unterhaltsam zu erzählen. Auffälligstes, wenngleich auch befremdlichstes Merkmal ist der Einsatz der singenden Erzählstimmen des Vokalensembles Stuttgart. Das gibt dem Ganzen sogar einen fast albernen Anstrich und unterstreicht den humorigen Aspekt dieser Produktion. (…) Der ernste Krimiplot will dazu irgendwie so gar nicht passen und so verliert sich diese Produktion etwas zwischen den beiden Extremen. (…) Aber immerhin gelingt es dem SWR, einen etwas anderen Radiotatort zu erzählen.“[6]
- „"Blutoper" wartet mit viel Humor, geistreichen Dialogen, herrlich überzeichneten Charakteren und Seitenhieben auf die behäbige schwäbische Kulisse auf, und ganz klar steht der komische Anteil im Vordergrund dieser Produktion. Ein witziges Detail am Rande ist zudem die singende Tratschmaschinerie, die von Mitgliedern des SWR Vokalensemble launig vorgeführt wird. Für das ernste Gegengewicht sorgt vor allem ein wie üblich großartig aufgelegter Jens Wawrczeck, der großen Anteil daran hat, dass auch echte Krimifreunde auf ihre Kosten kommen.“[7]
- „Blutoper ist recht unterhaltsam anzuhören und überzeugt vor allem durch das Polizeiduo und den Täter. Der Täter ist gleichzeitig jedoch auch die größte Schwäche, da durch seine frühe Enthüllung viel Spannung verloren geht. Zusammenfassend kann man sagen, dass die Personen gut getroffen wurden und leider für einen schlechten Fall herhalten mussten.“[8]

## Gesamtrezeption der Reihe
- „Alle Landesrundfunkanstalten senden (..) einmal im Monat den jeweils neuen ARD Radio Tatort, nutzen das kreative Potential ihrer besten Krimiautoren und sorgen für zusätzliche Aufmerksamkeit für die traditionsreiche Radiokunstform Hörspiel. Inzwischen erreicht der Radio Tatort ein Millionenpublikum, zusätzlich belegen hohe Abrufzahlen im Internet (www.radiotatort.ard.de) die Akzeptanz dieser Krimis.“[9]